# Justin Wilson
Justin Boyd Wilson (Moorgate, Južni Yorkshire, Engleska, 31. srpnja 1978. − Allentown, Pennsylvania, SAD, 24. kolovoza 2015.) je bio britanski vozač automobilističkih utrka. Godine 1998. osvojio je naslov prvaka u Formuli Palmer Audi, a 2001. naslov u International Formula 3000 prvenstvu. U Formuli 1 je nastupao 2003. prvo u Minardiju gdje mu je momčadski kolega bio Jos Verstappen, da bi na sredini sezone prešao u Jaguar gdje mu je momčadski kolega bio Mark Webber. Najbolji rezultat je ostvario na predzadnjoj utrci na Velikoj nagradi Sjedinjenih Američkih Država kada je na Indianapolisu osvojio osmo mjesto. Od 2004. do 2015. je u nastupao u IndyCaru, gdje je skupio ukupno sedam pobjeda, a najbolje rezultate je ostvario 2006. i 2007. kada je osvojio titulu viceprvaka, oba puta iza prvaka Sébastiena Bourdaisa. Od 2008. do 2015. je upisao osam nastupa na 500 milja Indianapolisa, a najbolji rezultat je ostvario 2013., kada je u bolidu Dallara-Honda za momčad Dale Coyne Racing osvojio peto mjesto. Na utrci 24 sata Daytone je nastupio sedam puta, a 2012. je zajedno s A.J. Allmendingerom, Oswaldom Negrijem Jr. i Johnom Pewom, pobijedio na utrci.
Dana 23. kolovoza 2015. na utrci IndyCara na stazi Pocono Raceway, vodeći u utrci Sage Karam je u 180. krugu udario u zid, a Wilsona je pogodila krhotina koja je otpala s Karamovog bolida. Wilson je odmah nakon toga zračnim putem prevezen u Lehigh Valley bolnicu u Allentownu, gdje je prvo bio u komi, da bi sutradan preminuo od ozljeda.

## Vanjske poveznice
- Justin Wilson - Driver Database
- Justin Wilson - Stats F1
- Justin Wilson - Racing Sports Cars